# Ancylosis oblitella
Ancylosis oblitella é uma espécie de insetos lepidópteros, mais especificamente de traças, pertencente à família Pyralidae.
A autoridade científica da espécie é Zeller, tendo sido descrita no ano de 1848.
Trata-se de uma espécie presente no território português.